# Trachelyopterus leopardinus
Trachelyopterus leopardinus är en fiskart som först beskrevs av Nikolai Andreyevich Borodin 1927.  Trachelyopterus leopardinus ingår i släktet Trachelyopterus och familjen Auchenipteridae. Inga underarter finns listade i Catalogue of Life.